# Alicia Kapudağ
Alicia Kapudağ (* 3. April 1990 in Montreal) ist eine kanadisch-türkische Schauspielerin.

## Leben und Karriere
Alicia Kapidağ wuchs in Montreal auf. Sie besuchte das Gymnasium in Istanbul. Nach ihrem Abschluss studierte sie an der University of Toronto. Ihr Debüt gab sie 2013 in dem Film Kutsal Bir Gün. Im selben Jahr trat sie in Reaview auf.
Anschließend spielte sie 2014 in der Fernsehserie Cinayet mit. 2017 wurde Kapudağ für die Serie Ateşböceği gecastet. Außerdem bekam sie in dem Film Housewife eine Hauptrolle. 2021 war Kapudağ in 500T zu sehen.
Sie spricht fließend Englisch, Griechisch, Französisch und Türkisch.

## Filmografie
Filme
- 2013: Kutsal Bir Gün
- 2013: Reaview
- 2016: Biz Bir Dolaşalım
- 2017: Housewife

Serien
- 2014: Cinayet
- 2014: Küçük Ağa
- 2014: Hayat Yokuşu
- 2015: Eğlendirme Dairesi
- 2017: Ateşböceği
- 2018: Servet
- 2021: 500T

Sendungen
- 2021: Özcan Show